# Lisneakî, Stara Vîjivka
Lisneakî (în ucraineană Лісняки) este un sat în comuna Smidîn din raionul Stara Vîjivka, regiunea Volînia, Ucraina.

## Demografie
Componența lingvistică a localității Lisneakî
     Ucraineană (100%)
Conform recensământului din 2001, toată populația localității Lisneakî era vorbitoare de ucraineană (100%).